# Saint-Jean-de-Vaux
Saint-Jean-de-Vaux település Franciaországban, Saône-et-Loire megyében. Lakosainak száma 389 fő (2022. január 1.). Saint-Jean-de-Vaux Saint-Mard-de-Vaux, Barizey, Saint-Denis-de-Vaux és Saint-Martin-sous-Montaigu községekkel határos.

## Népesség
A település népessége az elmúlt években az alábbi módon változott:
| Lakosok száma | 408  | 402  | 418  | 407  | 401  | 395  | 389  | 387  | 389  |
|               | 2013 | 2015 | 2016 | 2017 | 2018 | 2019 | 2020 | 2021 | 2022 |